# Медем, Хулио
Ху́лио Меде́м (исп. Julio Medem; род. 21 октября 1958, Сан-Себастьян) — испанский кинорежиссёр, оператор, сценарист и актёр.

## Биография
В 1985 году он окончил Университет Страны Басков, где изучал медицину и общую хирургию. Ещё будучи студентом, Хулио Медем сотрудничал с ежедневной газетой «La Voz de Euskadi», где вёл колонку о кино; он также выступал автором и соавтором ряда статей о кино и телевидении, опубликованных в других изданиях, в том числе в «Cinema 2002». В 1975 году Хулио Медем начал снимать экспериментальные фильмы на камеру «Super-8», и результатом стал ряд короткометражек. В 1985 году кинематографист начал снимать короткометражные ленты 35-миллиметровой камерой, а в 1991 году состоялся его полнометражный дебют — он поставил фильм «Коровы», демонстрировавшийся впоследствии на кинофестивалях в Токио, Турине и Александрии. Следующие картины Хулио Медема, «Рыжая белка» (1993) и «Земля» (1996), были отобраны для показа на Каннском кинофестивале. Лента «Рыжая белка» получила в Канне премию Молодёжи, а также удостоилась приза жюри на Международном фестивале фантастических фильмов в Жерармере.В фильме «Земля» должен был сыграть главную роль Антонио Бандерас, но он задержался на съемках в США, в фильм пригласили Кармело Гомеса.
В 1997 году Хулио Медем основал свою студию кинопроизводства «Alicia produce». Компания была названа в честь второй дочери Хулио Медема Алисии.
В 1999 году, после небольшого перерыва, на экраны вышла очередная лента режиссёра — «Любовники полярного круга», а в 2001 году Хулио Медем представил свой следующий фильм — «Люсия и секс».
В 2000 году в автокатастрофе погибла сестра режиссёра Анна, она ехала на презентацию своей выставки картин. В 2007 Хулио Медем снял фильм, посвящённый ей — «Беспокойная Анна». В картине использовались картины Анны.
Хулио Медем является продюсером нашумевшего фильма о людях с синдромом дауна «Я тоже» режиссёров Альваро Пастора и Антонио Нахас. Этот фильм был снят на киностудии «Alicia produce».

## Фильмография

### Полнометражные фильмы
- Минотавр, Пикассо и женщины Герники (Minotauro, Picasso y las mujeres del Guernica), TBA
- 8 (8), 2025
- Маргарита и Луна (Margarita en la luna), 2022 (не выходил в прокат)
- Кровавое дерево (El árbol de la sangre), 2018
- Ма Ма (Ma Ma), 2015
- Комната в Риме (Habitación en Roma), 2010
- Беспокойная Анна (Caótica Ana), 2007
- Люсия и секс (Lucía y el sexo aka Sex and Lucia), 2001. Две номинации на премию «Гойя»
- Любовники полярного круга (Los amantes del círculo polar aka The Lovers of the Arctic Circle), 1998. Три премии на кинофестивале в Грамаду, номинация на «Золотого льва» Венецианского кинофестиваля и др. премии
- Земля (Tierra aka Earth) 1996. Номинация на премию «Гойя», номинация на «Золотую пальмовую ветвь» Каннского МКФ
- Рыжая белка (La ardilla roja aka The Red Squirrel) 1993.
- Коровы (Vacas aka Cows) 1991. Премия «Гойя» лучшему режиссёру-дебютанту, специальная премия Монреальского МКФ

### Короткометражные фильмы
- El pelotari y la fallera, 2017
- La ballena real, в киноальманахе «Kalebegiak» (Kalebegiak), 2016
- La tentación de Cecilia, в киноальманахе «Гавана, я люблю тебя» (7 días en La Habana), 2012
- La pelota vasca, в киноальманахе «Есть повод!» (¡Hay motivo!), 2004
- Мартин (Martín), 1988
- Ровно в шесть (Las seis en punta aka Six on the Dot), 1987
- Лапы на голове (Patas en la cabeza), 1985
- Будь я поэтом (Si yo fuera poeta aka If I Were a Poet), 1981
- Минувший четверг (El jueves pasado aka Last Thursday), 1977
- Слепой (El Ciego), 1974

### Документальные фильмы
- Баскболл: Кожа против камня (La pelota vasca: la piel contra la piedra aka The Basque Ball: Skin Against Stone), 2003. Номинация на Европейскую кинопремию, номинация на премию «Гойя»

### Телесериалы
- Хай-алай (Jai Alai), ожидался в 2023[3], не выходил в эфир

## Признание и награды
- За фильм «Коровы»
  - Кинопремия «Гойя» в номинации «Лучший режиссёрский дебют» (1993)
- За фильм «Рыжая белка»
  - Приз молодёжного жюри (иностранное кино) Каннского кинофестиваля (1993)
- За достижения в области кино на 13-м Малагском кинофестивале в 2010 году Хулио Медему вручили почётный приз «MALAGA HOY». Награждение сопровождалось ретроспективой фильмов Хулио Медема.